# Echeneis
Az Echeneis a sugarasúszójú halak (Actinopterygii) osztályának sügéralakúak (Perciformes) rendjébe, ezen belül az Echeneidae családjába tartozó nem.

## Rendszerezés
A nembe az alábbi 2 faj tartozik:
- Echeneis naucrates Linnaeus, 1758 - típusfaj
- Echeneis neucratoides Zuiew, 1789

## Források

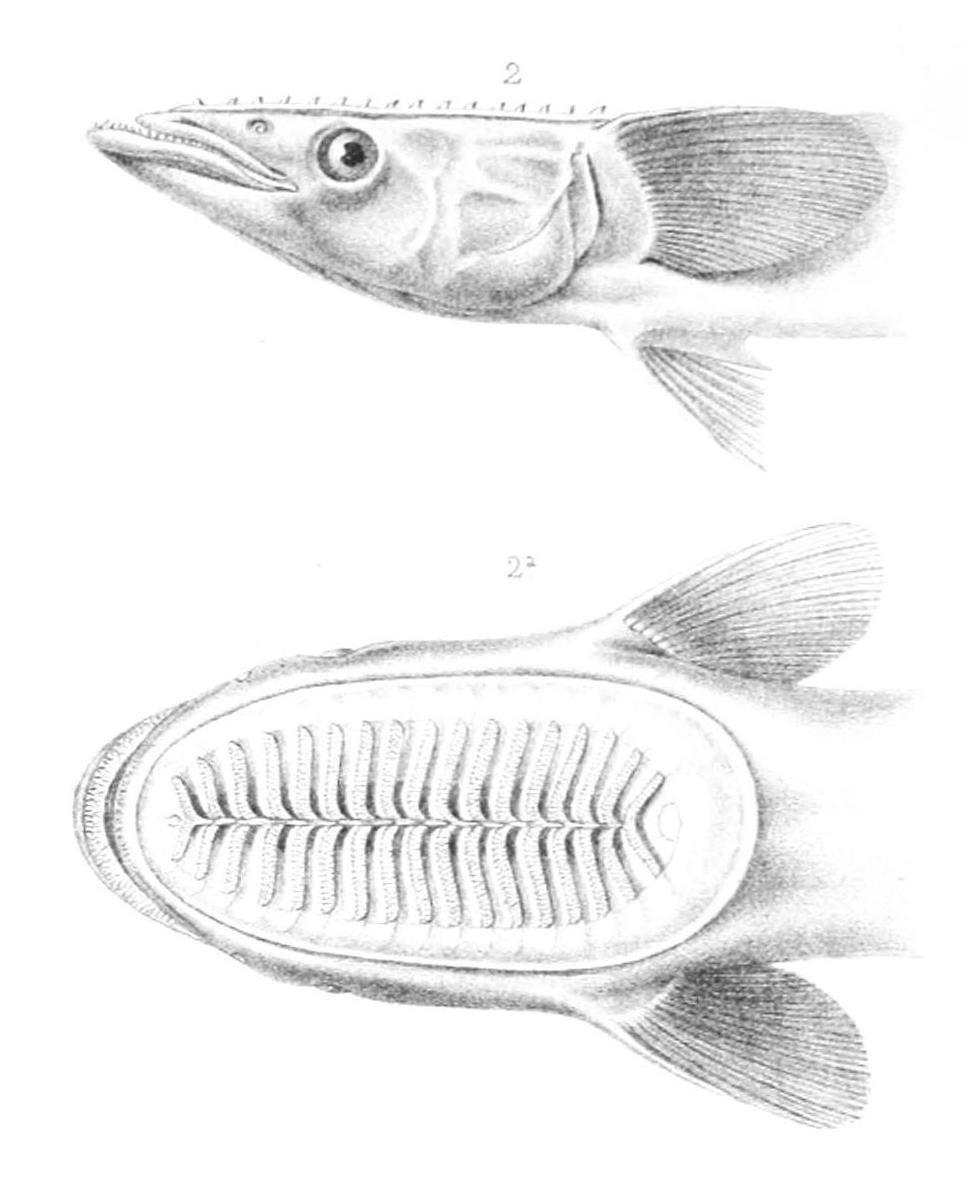
Rajz az Echeneis neucratoides testrészeiről